# 约瑟普·瓦尔契奇
约瑟普·瓦尔契奇（1984年4月21日—），克罗地亚男子手球运动员。他曾代表克罗地亚国家队参加克罗地亚举办的2009年世界男子手球锦标赛，获得亚军。